# Leopold III. Habsburški
Leopold III. Habsburški, vojvoda Avstrije in deželni gospod Štajerske, Koroške, Kranjske, Istre in Tirolske, * 1351, † 1386.
Po smrti Rudolfa IV. Habsburškega leta 1365 je zavladal skupaj z bratom Albrehtom III. Ker je med njima prihajalo do nesoglasij, sta si leta 1373 z neuberško delitveno pogodbo razdelila družinske posesti. Albreht III. (začetnik albertinska veja Habsburžanov) je dobil Avstrijo in Salzkammergut, Leopold je dobil Štajersko, Koroško, Kranjsko, Istro in Tirolsko.
Umrl je v Bitki pri Sempachu leta 1386. Zaradi mladoletnosti njegovih otrok je upravljanje bratovih posesti do svoje smrti prevzel Albreht III. Po njegovi smrti pa Leopoldov sin Viljem Habsburški.